# Borba, Bồ Đào Nha
Borba là một huyện thuộc tỉnh Évora, Bồ Đào Nha. Huyện này có diện tích 145 km², dân số thời điểm năm 2001 là 7782 người.